# 1602
Cette page concerne l'année 1602  du calendrier grégorien.
Pour les articles homonymes, voir 1602 (comics).
L'année 1602 est une année commune qui commence un mardi.

## Événements
- 19 février-15 mai : des Bretons, conduis par Martin de Vitré et Pyrard de Laval, sont contraints par une longue tempête à séjourner trois mois dans la baie de Saint-Augustin, à Madagascar[1].

- 20 mars : fondation de la Société Hollandaise des Indes Orientales (Vereenigde Ooste Indishe Compagnie, VOC) à l’initiative d’Oldenbarnevelt, avec un capital de 6 440 millions de florins répartis en actions. Les États généraux lui octroient une charte lui donnant le monopole du commerce dans l’océan Indien[2]. La Compagnie peut traiter avec les souverains locaux, faire la guerre, lever des troupes, posséder des navires de commerce et de guerre, construire des forts. Elle est administrée par l’Assemblée des Dix-sept, représentant les six Chambres de Commerce des Provinces-Unies.

- 5 avril : une armée ottomane conduite par le vizir Hassan Sokollu bat la rébellion de Kara-Yazidji à Sepealü, près d'Elbistan. Kara-Yazidji doit fuir vers les montagnes de Djanik où il meurt peu après. Son frère Deli Hasan reprend le combat avec trois autres chefs rebelles, qui tuent le vizir Hassan Sokollu à Tokat. La révolte est finalement réprimée dans le sang par Mourad Pacha en 1605[3].

- 9 avril : James Lancaster, de la Compagnie anglaise des Indes orientales, atteint les îles Nicobar[4].
- 15 avril : Juan de las Cabezas Altamirano est élu évêque de Santiago de Cuba[5].

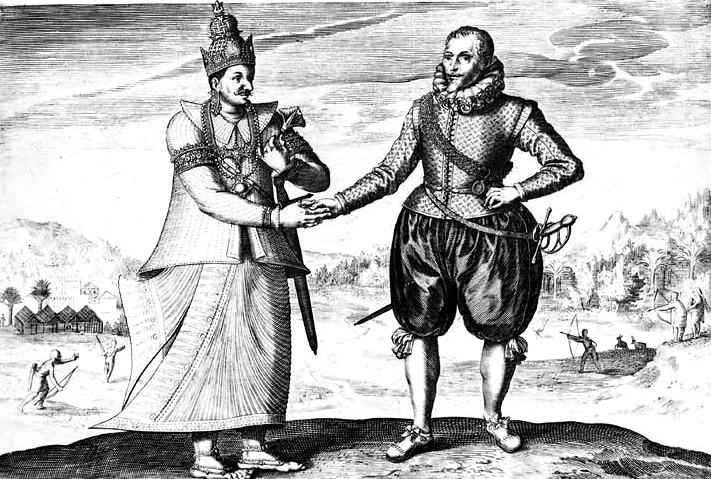
Joris van Spilbergen et le roi de Kandy

- 5 mai : départ d'Acapulco de l'expédition de Sebastián Vizcaíno en Californie[6].
- 15 mai : Bartholomew Gosnold découvre le Cap Cod, au Massachusetts actuel[7].
- 28 mai : le navigateur hollandais Joris van Spilbergen aborde à Ceylan où il conclut des accords commerciaux avec le roi de Kandy[8].

- 5 juin : James Lancaster fait escale à Aceh (Sumatra) ; il fonde un comptoir anglais à Banten à Java (1602-1684) avant de retourner en Angleterre le 20 février 1603[4].

- 23 juillet : Le Breton Martin de Vitré atteint Aceh[1].

- 12 août, Inde : l’historien Abul al-Fazl ibn Mubarak est assassiné sur l’ordre de Salim, fils révolté d’Akbar[9].

- 29 octobre : le frère jésuite Bento de Góis quitte Āgrā pour traverser l'Himalaya et atteindre la Chine où il meurt le 10 avril 1607[10].

- 10 novembre : Sebastián Vizcaíno atteint la baie de San Diego. Il atteint la baie de Monterey le 16 décembre. L'Espagne prend officiellement possession de la Californie[11].

### Europe
- 3 janvier : défaite des Espagnols et des rebelles irlandais à la bataille de Kinsale[12].
- 5 février : Maximilien III de Habsbourg devient archiduc du Tyrol[13] (fin en 1618).
- Printemps : des Cosaques mettent en fuite une flottille ottomane près de Kilia[14], à l’embouchure du Danube et troublent le trafic turc de la mer Noire[15].
- Juin : Venise soutient les sujets révoltés de Raguse dans l’île de Lagosta, célèbre pour ses pêcheries[16].
- 29 juin : convention de Cluj. Sigismond Báthory renonce de nouveau à la Transylvanie en faveur de l'empereur Rodolphe II, qui lui octroie deux duchés et un revenu annuel de 50 000 florins. La Transylvanie passe définitivement aux Habsbourg[17].
- Juillet: Première représentation du drame Cenodoxus, au collège d'Augsbourg (Allemagne)
- 19 septembre : arrivée à Moscou du duc Jean, frère du roi du Danemark. Il est fiancé à la fille de Boris Godounov, Xénia. Il meurt de maladie le 28 octobre[18].
- 21-22 décembre : l'Escalade. Charles-Emmanuel Ier de Savoie attaque Genève dans la nuit du 11 au 12 décembre (calendrier julien, 21 au 22 décembre du calendrier grégorien)[19].

- Épidémie de choléra en Russie (1602-1603)[20].
- Italie : augmentation de l’élevage des mulets au détriment du cheval : interdiction faite aux riches napolitains d’atteler leurs carrosses avec des mules[21].

## Naissances en 1602
- 29 janvier : Amélie-Élisabeth, comtesse de Hanau-Münzenberg (1612-1651) et, par mariage, « landgravine » de Hesse-Cassel (1632-1637) († 8 août 1651).

- 18 février : Per Brahe, soldat et homme d'État suédois († 12 septembre 1680).

- 2 mai : Athanasius Kircher, savant allemand († 27 novembre 1680).
- 11 mai : William Lilly, astrologue anglais († 1681).
- 26 mai : Philippe de Champaigne, peintre français d'origine brabançonne († 12 août 1674).

- 14 juillet : Jules Mazarin, cardinal et homme d'État français († 9 mars 1661).

- 12 octobre : William Chillingworth, homme d'église anglais († 30 janvier 1644).

- 20 novembre : Otto von Guericke, inventeur de la pompe à vide et maire de Magdebourg († 11 mai 1686).
- ? novembre : Antonie Palamedesz, peintre néerlandais († 27 novembre 1673).

- 7 décembre : Philippe de La Noye (Delano), noble des Pays-Bas espagnols de religion protestante  émigré en Amérique († 22 août 1681).

- Date précise inconnue :
  - Evert van Aelst,  peintre hollandais († 19 février 1657).
  - William Lawes, compositeur et musicien anglais († 24 septembre 1645).
  - Xie Bin, peintre chinois († 1680).

- Vers 1602 :
- Salomon van Ruysdael, peintre de paysage néerlandais († 3 novembre 1670).

## Décès en 1602
- 6 janvier : Andreas Raselius, compositeur allemand (° entre 1561 et 1563).
- 10 janvier : Daniel Toussain, pasteur réformé français (° 15 juillet 1541).
- ? janvier : Claude Fauchet, magistrat, humaniste et historien français (° 3 juillet 1530).

- 18 février : Jean Pithou, avocat et écrivain français (° 1er novembre 1539).
- 19 février : Philippe-Emmanuel de Lorraine, duc de Mercœur et de Penthièvre, marquis de Nomeny, baron d'Ancenis et gouverneur de Bretagne (° 9 septembre 1558).

- 11 mars : Emilio de' Cavalieri, compositeur italien (° 1550).
- 12 mars : Philippe IV de Nassau-Weilbourg, comte de Nassau-Weilbourg (° 14 octobre 1542).
- 20 mars : Guillaume Rose, ecclésiastique français, évêque de Senlis (° 1542).
- 22 mars : Agostino Carracci, peintre italien (° 16 août 1557).
- 24 mars : Ii Naomasa, général du daimyo et plus tard shogun Tokugawa Ieyasu pendant l'époque Sengoku Jidai (° 4 mars 1561).
- 25 mars : Joachim-Frédéric de Brzeg, duc de  Oława et Wołów, de Brzeg et de Legnica (° 29 septembre 1550).

- 12 avril :  Nicolas Reusner, jurisconsulte et poète (° 2 février 1545).
- 21 avril : Albert de Gondi, seigneur de Noisy-le-Roi, du Perron et de Machecoul, comte puis marquis de Belle-Île et des Îles d'Hyères (1573) et, en 1581, duc consort de Retz (° 4 novembre 1522).
- 26 avril : Anton Maria Salviati, prélat italien (° 21 janvier 1537).

- 7 mai[22] : Li Zhi, philosophe, écrivain et historien chinois (° 1527).
- 9 mai : Giulio Antonio Santorio, cardinal italien (° 5 juin 1532).
- 22 mai : Renée de Lorraine, fille du Duc François Ier de Lorraine et de Christine de Danemark (° 20 avril 1544).

- 17 juin : Hineno Hironari, samouraï de l'époque Sengoku de l'histoire du Japon (° 1518).

- 7 juillet : Frédéric-Guillaume Ier de Saxe-Weimar, duc de Saxe-Weimar (° 25 avril 1562).
- 9 juillet : Maeda Gen'i, prêtre bouddhiste du mont Hiei (° 1539).
- 15 juillet : Jean Taffin, théologien calviniste wallon et ministre francophone et néerlandophone (° 1529).
- 28 juillet : Peder Sørensen, médecin et alchimiste danois  (° vers 1540).
- 31 juillet : Charles de Gontaut-Biron, militaire français (° 1562).

- 7 août : Guitard de Ratte, évêque de Montpellier (° 1552).
- 9 août : Pontus de Huyter, historien et philologue néerlandais (° 1535).
- 12 août : Abul al-Fazl ibn Mubarak, écrivain indien (° 14 janvier 1551).
- ? août : Juan d'Aguila, général espagnol (° 1545).

- 10 septembre : Hugh Roe O'Donnell, militaire irlandais (° 1572).
- 12 septembre :
  - Francisco de Sande, juriste et gouverneur espagnol (° 1540).
  - Andreas von Rauchbar (de), juriste allemand (°1559).
- 13 septembre : Vittoria Farnèse, noble dame parmesane (° 1521).
- 14 septembre : Jean Passerat, poète et humaniste français (° 18 octobre 1534).
- 17 septembre : Claude de Granier, prélat savoyard (° 1538).
- 22 septembre : Tommaso Laureti, peintre maniériste italien (° vers 1530).
- 30 septembre : Catherine de Brandebourg-Küstrin, margravine de Brandebourg-Küstrin par la naissance et électrice de Brandebourg par le mariage (° 10 août 1549).

- 13 octobre : François du Jon, linguiste, exégète et professeur de théologie réformée, disciple de Calvin et de Théodore de Bèze (° 1er mai 1545).
- 14 octobre : Matsura Hisanobu, daimyo de la fin de l'époque Azuchi-Momoyama et du début de l'époque d'Edo (° 1571).
- 21 octobre : David Ier, roi de Kakhétie (° 1569).
- 22 octobre : William Perkins, théologien anglican anglais (° 1558).
- 30 octobre : Jean-Jacques Boissard, antiquaire et poète néolatin français (° 1528).
- 31 octobre : Dominique Collins, frère jésuite irlandais (° 1566).
- ? octobre : Thomas Morley, organiste, compositeur et théoricien anglais (° vers 1557).

- 13 novembre : Oda Ujiharu, seigneur de guerre japonais de la province de Hitachi de la  période Sengoku de l'histoire du Japon (° 1534).
- 15 novembre : Vittorio Zonca, architecte et mécanicien italien (° 1568).
- 22 novembre : Toussaint Dubreuil, peintre français (° vers 1561).
- 23 novembre : Agnès de Solms-Laubach, comtesse de Solms-Laubach et landgravine consort de Hesse-Cassel (° 7 janvier 1578).
- 29 novembre : Anthony Holborne, joueur de cistre et compositeur anglais (° 1545).
- 30 novembre : Tachibana Ginchiyo, femme samouraï (onna-bugeisha) à la tête du clan japonais des Tachibana durant la période Sengoku (° 23 septembre 1569).

- 1er décembre : Kobayakawa Hideaki, daimyo de l'époque Sengoku (° 1577).
- 12 décembre : Nicolas Bogueret, maçon-architecte (° 1537).
- 29 décembre : Jacopo Corsi, compositeur italien (° 17 juillet 1561).

- Date précise inconnue :
  - Gillis van Breen, graveur néerlandais (° 1560).
  - William Brydges, 4e baron Chandos, pair et politicien anglais (° vers 1552).
  - Baptiste Androuet du Cerceau, architecte français (° 1544).
  - Juan de Fuca, navigateur grec au service du roi d'Espagne Philippe II (° 1536).
  - Martin del Barco Centenera, poète d'origine espagnole (° 1535).
  - Giacomo della Porta, architecte et sculpteur italien (° 1533).
  - Jan Łasicki, historien et théologien polonais (° 1534).
  - Domenico Mona, peintre baroque italien de l'école de Ferrare (° 1550).
  - Aert Mytens, peintre de style flamand (° 1541).
  - Frédéric Perrenot de Granvelle, homme politique français (° 2 avril 1536).
  - Pierre Ragot, religieux et théologien français (° 1551).
  - Louis Tralcat, prédicateur et théoricien calviniste francophone, néerlandais mais d'origine française (° 1542).

- Vers 1602 :
  - François Grout du Closneuf, navigateur et explorateur français (° vers 1567).
  - Francesco Montemezzano,  peintre de l'école vénitienne (° 1555).